# Renée Hložek
Renée Hložek   (15 de novembre de 1983) és una cosmòlega sud-africana, professora d'Astronomia i Astrofísica a l'Institut Dunlap d'Astronomia i Astrofísica de la Universitat de Toronto i a Azrieli Global Scholar a l'Institut Canadenc de Recerca Avançada.
Estudia el fons còsmic de microones, les supernoves de tipus Ia, i l'oscil·lació acústica de barions. És Senior TED Fellow i es va convertir en Sloan Research Fellow el 2020.
Hložek s'identifica com a bisexual.

## Joventut i educació
Hložek va estudiar matemàtiques a la Universitat de Pretòria i a la Universitat de Ciutat del Cap, i es va graduar el 2008. Durant els seus estudis de grau va treballar en l'energia fosca. Va completar el seu doctorat a la Universitat d'Oxford com a becària Rhodes l'any 2011.
La seva tesi, Probing the early universe and Dark Energy with multi-epoch cosmological data, va utilitzar el Telescopi Cosmològic d'Atacama i Sloan Digital Sky Survey. La seva assessora doctoral va ser Jo Dunkley.
Durant la seva estada a Oxford, va aparèixer al podcast Pub Astronomy de Chris Lintott i a 365 Days of Astronomy.

## Carrera professional i investigacions
Després del seu doctorat, Hložek es va incorporar a la Universitat de Princeton com a investigadora postdoctoral Lyman Spitzer Jr. A la Universitat de Princeton es va preparar per al Telescopi Cosmològic d'Atacama sensible a la polarització. El 2012 va ser nomenada Spitzer-Cotsen Fellow a la Universitat de Princeton. A Princeton va participar en una iniciativa d'ensenyament a la presó i va formar l'intercanvi Hope-Princeton per portar dones joves de raça negra als departaments d'astronomia de Princeton.
Va participar en Story Collider.
El 2013 va participar en el Science Train iniciat per Lucianne Walkowicz a Princeton, on va anar al metro de Nova York per parlar amb el públic sobre astronomia.
Es va incorporar a l'Institut Dunlap d'Astronomia i Astrofísica el 2016. Continua treballant amb l'instrument de polarització del Telescopi Cosmològic d'Atacama, juntament amb dades de Planck i Wilkinson Microwave Anisotropy Probe, i BICEP and Keck Array. Busca classificar els senyals transitoris de ràdio mitjançant el Radiotelescopi algonquin de 46 m.
Ha treballat amb l'Institut Perimeter de Física Teòrica.
L'any 2017 va participar en l'esdeveniment de l'Institut Canadenc de Recerca Avançada Untangling the Cosmos.
El 2020 va rebre el premi Sloan Research Fellow.
Hložek va ser nomenada TED Fellow el 2012 i Senior Fellow el 2014. La seva contribució a TEDed The death of the universe (La mort de l'Univers) s'ha vist 1,1 milions de vegades. Ha parlat en diversos esdeveniments de TED, inclosa la conferència TED de 2014 a Vancouver.
Participa en diverses activitats per millorar l'equilibri de gènere a la ciència.